# Antoine Laurent Apollinaire Fée
Antoine Laurent Apollinaire Fée (Ardentes, 7 de novembro de 1789 — Paris, 21 de maio de 1874) foi um botânico francês.

## Publicações
- Essai sur les cryptogames des écorces exotiques officinales, précédé d'une méthode lichénographique et d'un “Genera” (deux volumes, Firmin-Didot père et fils, Paris, 1824-1837).
- Méthode lichénographique et “Genera″ (Firmin-Didot père et fils, Paris, 1824).
- Code pharmaceutique, ou Pharmacopée française (Paris, 1826).
- Entretiens sur la botanique dans la Bibliothèque d'instruction populaire. Maître Pierre ou le Savant de village (F.-G. Levrault, Paris, 1835, réédité par Langlois et Leclercq, Paris, en 1849).
- Cours d'histoire naturelle pharmaceutique, ou Histoire des substances usitées dans la thérapeutique, les arts et l'économie domestique (deux volumes, Corby, Paris, 1828).
- Promenade dans la Suisse occidentale et le Valais (J. Rouvier et E. Le Bouvier, Paris, 1835).
- Catalogue méthodique des plantes du Jardin botanique de la Faculté de médecine de Strasbourg (F.-G. Levrault, Strasbourg, 1836).
- Entretiens sur la zoologie dans la Bibliothèque d'instruction populaire. Maître Pierre ou le Savant de village (F.-G. Levrault, Paris, 1836).
- Entretiens sur la zoologie. Oiseaux dans la Bibliothèque d'instruction populaire. Maître Pierre ou le Savant de village (F.-G. Levrault, Paris, 1838).
- Mémoires sur la famille des Fougères (trois tomes en deux volumes, Veuve Berger-Levrault, Strasbourg, 1844-1852).
- Voceri, chants populaires de la Corse, précédés d'une excursion faite dans cette île en 1845, par A.-L.-A. Fée (V. Lecou, Paris, 1850).
- “Genera filicum″, exposition des genres de la famille des Polypodiacées (classe des Fougères) (J.-B. Baillière, Paris, 1850-1852).
- Études philosophiques sur l'instinct et l'intelligence des animaux (Veuve Berger-Levrault, Strasbourg, 1853).
- Iconographie des espèces nouvelles décrites ou énumérées dans le “Genera filicum″ et revision des publications antérieures relatives à la famille des Fougères (trois volumes, Veuve Berger-Levrault et fils, Paris, 1854-1865).
- Souvenirs de la guerre d'Espagne... 1809-1813 (Veuve Berger-Levrault et fils, Paris, 1856).
- Voyage autour de ma bibliothèque, littérature et philosophie (Veuve Berger-Levrault et fils, Paris, 1856).
- Fougères mexicaines, catalogue méthodique (sans lieu, 1858).
- L'Espagne à cinquante ans d'intervalle, 1809-1859 (Veuve Berger-Levrault et fils, Paris, 1861).
- Les Misères des animaux (Humbert, Paris, 1863).
- Le Darwinisme, ou Examen de la théorie relative à l'origine des espèces (V. Masson et fils, Paris, 1864).
- Histoire des Fougères et des Lycopodiacées des Antilles (J.-B. Baillière, Paris, 1866).
- Avec la collaboration d’Auguste François Marie Glaziou (1828-1906), Cryptogames vasculaires (fougères, lycopodiacées, hydroptéridées, équisétacées) du Brésil  (deux volumes, J.-B. Baillière et fils, Paris, 1869-1873).
- Études sur l'ancien théâtre espagnol. Les Trois Cid (Guillen de Castro, Corneille, Diamante). Hormis le roi, personne. Ce que sont les femmes. Fragments de la Celestina (Firmin-Didot frères, fils et Cie, Paris, 1873).